# NCIS: Los Angeles
NCIS: Los Angeles (no Brasil, NCIS: Los Angeles e em Portugal, Investigação Criminal - Los Angeles) é o primeiro spin-off da série americana NCIS (Naval Criminal Investigative Service), e conta com a participação de Chris O'Donnell (G. Callen), LL Cool J (Sam Hanna), da atriz portuguesa Daniela Ruah (Kensi Blye) e Eric Christian Olsen (Marty Deeks). A série se passa em uma divisão de NCIS, o Departamento de Projetos Especiais (OSP - Office of Special Projects) localizados em Los Angeles.

## Sinopse
NCIS: Los Angeles é um drama sobre o Departamento de Projetos Especiais (OSP - Office of Special Projects), uma divisão da NCIS que tem a missão de prender criminosos que significam uma ameaça à segurança da nação. Assumindo identidades falsas e utilizando a tecnologia mais avançada, esta equipe de agentes especializados vivem no mundo dos disfarces, colocando suas vidas em risco para derrotar seus alvos. O Agente Especial "G" Callen é um camaleão que se transforma em quem quer que seja para se infiltrar no mundo do crime. Seu parceiro é o Agente Especial Sam Hanna, um antigo membro da Marinha e ex-Seal, que já passou pelo Afeganistão e Iraque. Há também a Agente Especial Kensi Blye, a inteligentíssima filha de um Marine  que adora a adrenalina de seu trabalho, é a sniper da equipa, e seu parceiro é Marty Deeks, detetive que inicialmente entrou para a equipa como forma de ligação entre a polícia de Los Angeles mas que mais tarde tornou-se agente/investigador da NCIS. Auxiliando a equipe está o irreverente operador técnico Eric Beale, especializado em equipamentos de monitorização para acompanhar os agentes que saem em campo e mantê-los longe dos perigos. À frente da equipa está a irreverente e com muitos conhecimentos, Henrietta "Hetty" Lange que providencia todos os disfarces e equipamentos para seus colegas. Armados com tecnologia de ponta e constantemente enviados para missões arriscadas, os membros desta equipa dependem um do outro para fazer o que é preciso para proteger os interesses de seu país.

## Informações sobre a Série
NCIS: Los Angeles é o primeiro spin-off da série de sucesso NCIS, ela própria um spin-off de outra série da CBS, JAG.
O inicio da gravação foi em 28 de abril de 2009. A série contém 14 temporadas completas, com um total de 323 episódios exibidos na TV americana.
Em Portugal a série estreou a 10 de Janeiro de 2010, com um episódio duplo no canal generalista SIC, e era emitida todos os domingos à tarde. No dia de estreia um dos episódios foi o programa mais visto do canal SIC.[carece de fontes?] No Brasil, estreou no dia 3 de março, no canal pago A&E, com a emissão de dois episódios inéditos e seguidos, sempre às quartas-feiras, com reapresentações durante a semana.
A segunda temporada começou a ser exibida em 21 de setembro de 2010. 
Em 18 de maio de 2011, a CBS renovou a série para uma terceira temporada. 
Em 18 de agosto de 2011, a CBS anunciou que a série teria um crossover (cruzamento) com outra série da emissora, Hawaii Five-0, com a participação de Daniela Ruah como convidada em um episódio da série.
Em 11 de Janeiro de 2012, a CBS anunciou um segundo crossover das duas séries, com Chris O'Donnell e LL Cool J como astros convidados num episódio da segunda temporada de Hawaii Five-0 e Daniel Dae Kim e Scott Caan em um episódio da terceira temporada de NCIS: Los Angeles.
Em 2014 houve outro crossover de NCIS: Los Angeles, desta vez com a série Scorpion, com Hetty Lange (Linda Hunt) participando do 6º episódio da 1ª temporada da série.
Em 14 de março de 2012, a CBS renovou NCIS: Los Angeles para uma quarta temporada. 
Durante a quarta temporada de NCIS: Los Angeles a CBS exibiu dois episódios, o 18º e 19º da temporada, como piloto de uma nova série spin-off denominada NCIS:Red, cujos protagonistas seriam Kim Raver e John Corbett. No entanto, após a exibição dos episódios a emissora decidiu cancelar a produção da nova série.
Em 6 de fevereiro de 2013 Miguel Ferrer foi promovido como regular para a próxima temporada. 
Em 27 de março de 2013, a CBS renovou NCIS: Los Angeles para uma quinta temporada. A quinta temporada estreou em 24 de setembro de 2013. 
Em 13 de março de 2014, a CBS renovou a série para uma sexta temporada. 
Em 11 de maio de 2015 a CBS Renovou a Série para sua 7ª Temporada.
O ator Miguel Ferrer, que interpretava o personagem Owen Granger, faleceu em 19 de janeiro de 2017, aos 61 anos, vítima de cancro.
Em 23 de Março de 2017 a CBS renovou a série para uma nona temporada.
Em 31 de julho de 2017 a CBS anunciou que Nia Long seria incorporada ao elenco regular da série a partir da 9ª temporada.
Em 22 de Abril de 2019, a CBS renovou a série para uma décima primeira temporada.
Em 5 de fevereiro de 2020 os produtores confirmaram que Medalion Rahimi passará a integrar o elenco principal, no papel da Agente do NCIS Fatima Namazi.
Em 6 de maio de 2020 a CBS renovou a série para uma décima segunda temporada.
Em 10 de setembro de 2020, os produtores informaram que Caleb Castille passará a integrar o elenco principal da série a partir da 12ª temporada, no papel do Agente do NCIS Devin Roundtree.
No dia 24 de julho de 2020 o co-produtor da série David Bellisario, filho do criador da franquia NCIS Donald Bellisario, faleceu aos 63 anos, em decorrência de câncer no cérebro. Uma homenagem a ele foi inserida no final do primeiro episódio da 12ª temporada.
Em 23 de abril de 2021, a CBS renovou a série para uma décima terceira temporada.
A 12ª temporada foi a última temporada com Barrett Foa e Renée Felice Smith como regulares na série.
Em 31 de março de 2022, a CBS renovou a série para uma décima quarta temporada.
Em 20 de janeiro de 2023, foi divulgado que a produção será encerrada ao final da décima quarta temporada, com a exibição do último episódio prevista para 14 de maio de 2023.

## Elenco
| Ator                 | Personagem       | Temporada | Temporada  | Temporada  | Temporada    | Temporada    | Temporada    | Temporada    | Temporada    | Temporada    | Temporada | Temporada  | Temporada    | Temporada  | Temporada          | Temporada          |
| Ator                 | Personagem       | INT       | 1          | 2          | 3            | 4            | 5            | 6            | 7            | 8            | 9         | 10         | 11           | 12         | 13                 | 14                 |
| -------------------- | ---------------- | --------- | ---------- | ---------- | ------------ | ------------ | ------------ | ------------ | ------------ | ------------ | --------- | ---------- | ------------ | ---------- | ------------------ | ------------------ |
| Chris O'Donnell      | G. Callen        | Principal | Principal  | Principal  | Principal    | Principal    | Principal    | Principal    | Principal    | Principal    | Principal | Principal  | Principal    | Principal  | Principal          | Principal          |
| Daniela Ruah         | Kensi Blye       | Principal | Principal  | Principal  | Principal    | Principal    | Principal    | Principal    | Principal    | Principal    | Principal | Principal  | Principal    | Principal  | Principal          | Principal          |
| LL Cool J            | Sam Hanna        | Principal | Principal  | Principal  | Principal    | Principal    | Principal    | Principal    | Principal    | Principal    | Principal | Principal  | Principal    | Principal  | Principal          | Principal          |
| Barrett Foa          | Eric Beale       | Principal | Principal  | Principal  | Principal    | Principal    | Principal    | Principal    | Principal    | Principal    | Principal | Principal  | Principal    | Principal  | —                  | —                  |
| Peter Cambor         | Nate Getz        | Principal | Principal  | Recorrente | Participação | Participação | Participação | Participação | Participação | Participação | —         | —          | —            | —          | Recorrente         | Convidado          |
| Brian Avers          | Mike Renko       | Principal | Recorrente | —          | Convidado    | —            | —            | —            | —            | —            | —         | —          | —            | —          | —                  | —                  |
| Louise Lombard       | Lara Macy        | Principal | —          | —          | —            | —            | —            | —            | —            | —            | —         | —          | —            | —          | —                  | —                  |
| Linda Hunt           | Hetty Lange      | —         | Principal  | Principal  | Principal    | Principal    | Principal    | Principal    | Principal    | Principal    | Principal | Principal  | Principal    | Principal  | Convidada Especial | Convidada Especial |
| Adam Jamal Craig     | Dominic Vail     | —         | Principal  | —          | —            | —            | —            | —            | —            | —            | —         | —          | —            | —          | —                  | —                  |
| Eric Christian Olsen | Marty Deeks      | —         | Recorrente | Principal  | Principal    | Principal    | Principal    | Principal    | Principal    | Principal    | Principal | Principal  | Principal    | Principal  | Principal          | Principal          |
| Renée Felice Smith   | Nell Jones       | —         | —          | Principal  | Principal    | Principal    | Principal    | Principal    | Principal    | Principal    | Principal | Principal  | Principal    | Principal  | —                  | Convidado          |
| Miguel Ferrer        | Owen Granger     | —         | —          | —          | Recorrente   | Recorrente   | Principal    | Principal    | Principal    | Principal    | —         | —          | —            | —          | —                  | —                  |
| Nia Long             | Shay Mosley      | —         | —          | —          | —            | —            | —            | —            | —            | —            | Principal | Principal  | —            | —          | —                  | —                  |
| Medalion Rahimi      | Fátima Namazi    | —         | —          | —          | —            | —            | —            | —            | —            | —            | —         | Recorrente | Principal    | Principal  | Principal          | Principal          |
| Caleb Castille       | Devin Roundtree  | —         | —          | —          | —            | —            | —            | —            | —            | —            | —         | —          | Recorrente   | Principal  | Principal          | Principal          |
| Gerald McRaney       | Hollace Kilbride | —         | —          | —          | —            | —            | —            | Convidado    | —            | —            | —         | Recorrente | Participação | Recorrente | Principal          | Principal          |

## Episódios
| Temporada | Temporada  | Episódios | Episódios | Originalmente exibido  | Originalmente exibido |
| Temporada | Temporada  | Episódios | Episódios | Estreia da temporada   | Final da temporada    |
| --------- | ---------- | --------- | --------- | ---------------------- | --------------------- |
|           | Introdução | 2         | 2         | 28 de abril de 2009    | 5 de maio de 2009     |
|           | 1          | 24        | 24        | 22 de setembro de 2009 | 25 de maio de 2010    |
|           | 2          | 24        | 24        | 21 de setembro de 2010 | 17 de maio de 2011    |
|           | 3          | 24        | 24        | 20 de setembro de 2011 | 15 de maio de 2012    |
|           | 4          | 24        | 24        | 25 de setembro de 2012 | 14 de maio de 2013    |
|           | 5          | 24        | 24        | 24 de setembro de 2013 | 13 de maio de 2014    |
|           | 6          | 24        | 24        | 29 de maio de 2014     | 18 de maio de 2015    |
|           | 7          | 24        | 24        | 21 de setembro de 2015 | 2 de maio de 2016     |
|           | 8          | 24        | 24        | 25 de setembro de 2016 | 14 de maio de 2017    |
|           | 9          | 24        | 24        | 1 de outubro de 2017   | 20 de maio de 2018    |
|           | 10         | 24        | 24        | 30 de setembro de 2018 | 19 de maio de 2019    |
|           | 11         | 22        | 22        | 29 de setembro de 2019 | 26 de abril de 2020   |
|           | 12         | 22        | 22        | 8 de novembro de 2020  | 23 de maio de 2021    |
|           | 13         | 22        | 22        | 10 de outubro de 2021  | 22 de maio de 2022    |
|           | 14         | 21        | 21        | 9 de outubro de 2022   | 21 de maio de 2023    |

## Personagens Principais
- Agente Especial Senior de Campo Chefe G. Callen (Grisha Aleksandrovich Nikolaev Callen)

Interpretado por Chris O'Donnell, chefe da equipe, Callen por muitos anos desconheceu seu primeiro nome, apenas sabendo que se iniciava com G (Nome Verdadeiro Grisha Aleksandrovich Nikolaev). Trabalhou em várias missões no exterior (inclusive na Sérvia e na Rússia, com o Agente Especial Gibbs da série NCIS), especializado na Europa. Sabe falar russo, espanhol, italiano, romeno, entre outros idiomas. É especialista em disfarces, transformando-se em qualquer personagem quando necessário. Antes de entrar para NCIS Callen também era um agente da Agência Central de Inteligência. Durante este tempo ele foi parceiro de Tracy Rosetti (Marisol Nichols) com quem se casou usando disfarçadamente o sobrenome Keller; depois de uma missão em que ela colocou o sucesso da operação acima das parcerias profissionais e pessoais, os dois se divorciaram.
No episódio piloto da série ("Legends part 2" de NCIS), ele quase foi morto em um tiroteio. Mais tarde Callen e a sua equipe descobrem que o tiro estava relacionado com uma missão que Callen participou contra a máfia russa, como um agente da DEA, dez anos antes.
Callen teve um passado conturbado: viveu em 37 casas de adoção, a partir dos cinco anos de idade, e o período mais longo que ele já esteve numa casa de adoção foi durante três meses quando tinha 14 anos, quando ele morava com a família de uma menina russa chamada Alina Rostoff. É revelado através de flashbacks, no final da temporada dois, que Callen passou pelo menos parte de sua infância na costa romena do Mar Negro. Ao longo da primeira temporada, Callen esta sem-teto, ficando temporariamente com seus vários colegas de NCIS e às vezes no centro de operações; na estreia da 2ª temporada, Hetty faz com que Callen compre uma casa própria, a mesma casa onde ele vivia com Alina Rostoff como filho adotivo.
Sua mãe, Clara, era uma agente da CIA que Hetty tinha treinado. Ela esteve em missão na Roménia e após um ano de missão, Clara desapareceu ressurgindo seis anos depois com dois filhos, desesperada para sair da Roménia, acabando por ser morta numa praia pelo clã Comescu, ficando Callen e a irmã órfãos. Posteriormente é revelado que Hetty acompanhou as infâncias de Callen e de sua irmã por vários orfanatos e casas de adoção.
No final da primeira temporada Callen identifica uma mulher chamada Amy que seria sua irmã, porém descobre que ela na verdade chamava-se Hannah Lawson e que conhecera a verdadeira Amy num orfanato em que ambas viviam. Amy havia morrido num acidente aos 11 anos, mas por equívoco as autoridades trocaram os nomes das meninas, e Amy foi enterrada com o nome de Hannah. Com isso Callen descobriu não ter mais nenhum parente vivo.
Em um episódio da quinta temporada, um homem chamado Michael Reinhardt alegou que seu verdadeiro nome era Nikita Alexandr Reznikov, ex-agente da KGB, e que era o pai de Callen. Em seguida Reinhardt foi morto por um membro do Clã Comescu. Porém descobre-se que Reinhardt na verdade chamava-se Hans Scheiber, alemão oriental e amigo do verdadeiro Reznikov, e que havia prestado um favor ao amigo retirando seus filhos da Romênia e levando-os para os EUA.
Na season finale da sexta temporada é revelado que Nikita Reznikov havia fugido da prisão política (gulag), para onde fora enviado pelo regime soviético, e passou a viver em Moscou com a nova identidade de Konstantin Chernoff. No final Hetty revela a Callen que Chernoff havia morrido em 2006, porém a informação permanece controversa.
Na sétima temporada, durante uma missão de resgate na Rússia, Callen conhece um homem chamado Garrison, que revela a Callen seu verdadeiro nome (Grisha Aleksandrovich Nikolaev) e lhe dá a entender que é seu pai. Callen reencontra Garrison/Reznikov durante a oitava temporada quando ele vem aos EUA tentar, sem sucesso, proteger uma ex-agente russa; nessa ocasião revela-se que Garrison tem uma filha, meia-irmã de Callen, e um neto. Com isso, Callen voltou a ter uma família.
No episódio de encerramento da série (21º episódio da 14ª temporada), Callen casou-se com a namorada, Anna Kolcheck.
Dublado no Brasil por Ricardo Teles. 
- Agente Especial Senior de Campo Sam Hanna

Interpretado pelo rapper LL Cool J. Parceiro de Callen e seu grande amigo, é um ex-Seal que leva a sério o sentimento de grupo. Fala árabe e é especialista na cultura do Oriente Médio. Sam é uma pessoa extremamente determinada, o seu sonho em criança era se tornar um operador de equipe SEAL, e antes de se alistar na Marinha, ele nem sabia nadar. Em mais de uma ocasião Sam referiu-se a si mesmo como muçulmano. Sua única fraqueza é a coulrofobia (aversão a palhaços). 
Ele às vezes pode se tornar emocionalmente envolvido em seus casos, como demonstrado pela sua estreita relação com Moe (um órfão sudanês que ele trouxe para os EUA depois de ter matado seu pai durante uma missão no Chade ha quase uma década); por sua promessa a um comandante da Marinha de resgatar sua filha sequestrada, apesar de o caso ser oficialmente do FBI; e pela sua recusa em desistir de procurar pelo companheiro Dominic Vail após ter sido sequestrado. 
Sam Hanna é viúvo de Michelle, uma ex-agente da CIA, com quem tem uma filha, Kamran (Kayla Smith), e um filho mais velho, Aiden (Tye White), piloto de caça da Marinha. 
A partir da décima terceira temporada, Sam passa a morar com seu pai, Raymond Hanna (Richard Gant), coronel reformado da Marinha, diagnosticado com o Mal de Alzheimer. 
Dublado no Brasil por Wellington Lima.
- Agente Especial Junior de Campo Kensi Blye

Interpretada pela atriz lusoamericana Daniela Ruah. Parceira de Deeks, Kensi é a filha de Donald Blye, um fuzileiro morto. Ele foi assassinado quando ela tinha quinze anos. Seu corpo estava tão irreconhecível que ele teve de ser identificado através do uso de registros dentários. Este caso esteve  por resolver por muitos anos, mas num dos episódios foi finalmente resolvido. Sabe ler lábios e é fascinada em carros. Fala português, espanhol e francês. Ela é muito talentosa com o trabalho secreto, e Callen e Sam já a chamaram de  "operadora natural". 
Seu primeiro parceiro foi agente Dom Vail, depois este foi morto e na segunda temporada tornou-se parceira de Marty Deeks, nascendo entre eles uma tensa atração mútua. 
Na quinta temporada foi designada para um missão individual no Afeganistão, afastando-se temporariamente da equipe (o afastamento na verdade foi motivado pela gravidez da atriz). Sua missão seria matar um suposto informante conhecido como "Fantasma Branco", que ela acaba descobrindo ser seu ex-noivo Jack Simon (Matthew Del Negro). Não conseguindo matá-lo, Kensi acaba sendo aprisionada e torturada pelos Talibans; posteriormente foi libertada junto com Simon em troca de pagamento de resgate e da libertação de um líder religioso capturado pelos americanos. 
No início da oitava temporada, a atriz teve de se afastar novamente das filmagens por conta de sua segunda gravidez; como justificativa na trama, Kensi sofre um acidente de helicóptero durante uma missão na Síria e fica hospitalizada por um longo período. 
Kensi casou-se com Marty Deeks no décimo sétimo episódio da décima temporada ("Till Death Do Us Part"). 
Dublada no Brasil por Letícia Quinto.
- Agente do NCIS e ex-Oficial de Ligação NCIS/LAPD Marty Deeks

Interpretado por Eric Christian Olsen, que é cunhado de Daniela Ruah, é Detetive do Departamento de Polícia de Los Angeles (LAPD). É dado a ele o cargo de Oficial de Ligação NCIS/LAPD no primeiro episódio da segunda temporada. Deeks é formado em Direito e atuou como Defensor público, mas preferiu trocar a advocacia pela adrenalina das ruas. Tem humor acirrado e é parceiro de Kensi. 
Quando Deeks tinha 11 anos atirou no seu pai problemático que frequentemente abusava dele, Gordon John Brandel. Seu pai morreu em um acidente de carro logo que saiu da prisão. 
No final da quarta temporada Deeks foi capturado, juntamente com Sam, e barbaramente torturado pelos homens de Isaak Sidorov, um traficante de armas russo; após ser resgatado pela equipe, Deeks confessou a Kensi que a única coisa que o ajudou a suportar as torturas foi pensar nela. Após o retorno de Kensi do Afeganistão, ambos tornaram-se mais próximos e por fim decidiram assumir seu relacionamento. Ambos casaram-se no 17º episódio da décima temporada ("Till Death Do Us Part"). 
Na décima segunda temporada Deeks é desligado da Polícia e deixa de ser Oficial de ligação, tornando-se Agente efetivo do NCIS, por interferência de Hetty, visto que Deeks era velho demais para submeter-se ao treinamento normal da Agência. 
No final da décima terceira temporada, Deeks e Kensi adotam uma filha, Rosa (Natalia Del Riego), uma imigrante oriunda da Guatemala. 
Dublado no Brasil por Thiago Zambrano.
- Gerente de Operações de NCIS em Los Angeles Henrietta "Hetty" Lange

Interpretada por Linda Hunt. Hetty é a gerente de operações de NCIS em Los Angeles, controlando todos os gastos e as necessidades da equipe. Sempre tem conselhos para dar e é intimidadora, causando muito medo nas outras pessoas. Foi um dos últimos sobreviventes da Guerra Fria,e tem um acesso sem precedentes com as unidades de inteligência e defesa, que ela não hesita em explorar quando necessário para o sucesso de uma missão ou para proteger as vidas de seus agentes. Sua bebida favorita é o chá. Tem um passado obscuro com várias coisas a se descobrir. Para além disso é muito inteligente. Dublada no Brasil por Zayra Zordan.
- Agente Especial do NCIS Fatima Namazi

Interpretada por Medalion Rahimi, é analista de Inteligência e foi recrutada pelo OSP para cobrir as ausências eventuais de Nell e Eric. Americana de ascendência iraniana, Fatima traja sempre o hijab (véu usado pelas mulheres muçulmanas). Foi atriz antes de seguir carreira como Agente. Fatima foi listada como personagem recorrente na 10ª temporada e principal a partir do 16º episódio da 11ª temporada.
- Agente Especial Júnior do NCIS Devin Roundtree

Interpretado por Caleb Castille. Roundtree era Agente do FBI e procurou ajuda da equipe OSP durante a 11ª temporada depois de ser falsamente implicado em corrupção e assassinato por vários colegas desonestos. Depois disso, foi convidado por Callen e Sam a tentar uma vaga no time. Depois de alguns casos, ele completa o treinamento FLETC e se junta ao OSP no início da 12ª temporada.
- Almirante aposentado Hollace Kilbride

Interpretado por Gerald McRaney, é Almirante reformado da Marinha americana e amigo de longa data de Hetty. No início da décima temporada, após a missão não sancionada no México ordenada pela Diretora Mosley para resgatar seu filho, Kilbride foi enviado a Los Angeles pela Secretária da Marinha com ordens para desativar o OSP, diante de sua má reputação. No entanto, ele não queria fazer isso e questionou Callen sobre se o OSP poderia continuar operando sem a liderança de Hetty, recebendo resposta afirmativa. Assim, Kilbride e o Vice-Diretor Ochoa concordaram em manter o Escritório em funcionamento. Durante a décima segunda temporada, Kilbride passou a atuar mais diretamente na supervisão do OSP. Passou a ser listado como personagem principal da série a partir da décima terceira temporada.

## Personagens Antigos e/ou Recorrentes
- Dominic Vail como Agente probatório do NCIS OSP

Interpretado por Adam Jamal Craig, integrou a equipe do OSP como Agente em treinamento na primeira temporada da série. Desapareceu após ser sequestrado por um grupo terrorista radical. No episódio 1.21 ("Found") a equipe consegue descobrir seu paradeiro e tenta resgatá-lo, porém Vail morre baleado em um telhado ao proteger o Agente Hanna. Sua morte foi muito sentida pelos membros da equipe.
- Nate Getz como Psicólogo Operacional

Interpretado por Peter Cambor. Atua como psicólogo operacional da equipe, apoiando as suas missões através da elaboração de perfis de alvos e acompanhamento permanente da saúde mental dos membros da equipe OSP. Cambor foi listado como um membro do elenco principal durante toda a primeira temporada, mas foi rebaixado ao status de recorrente no início da 2ª temporada e desde então faz aparições eventuais em episódios da série, atuando quase sempre como agente infiltrado.
- Operador técnico Eric Beale

Interpretado por Barret Foa. Operador técnico da equipe, tem papel fundamental no controle da tecnologia utilizada, muitas vezes manipulando câmeras de trânsito e invadindo redes e satélites, a fim de obter uma vantagem para os agentes. É nerd, gosta de surf e usa bermudas. Hetty  desaprova seu traje (normalmente de shorts e chinelo de dedo e, em duas ocasiões de pijamas), mas o tolera devido a suas habilidades. A partir da 7ª. temporada, passou a atuar esporadicamente em ações de campo. Beale deixou oficialmente o NCIS no final da 12ª temporada para desenvolver sua empresa de alta tecnologia no Japão. Dublado no Brasil por Élcio Sodré. 
- Analista de Inteligência Penelope "Nell" Jones

Interpretada por Renée Felice Smith. É a parceira de Eric, atuando também como operadora técnica e analista de inteligência. É bem humorada e leva seu trabalho muito a sério. Frequentemente participa de ações de campo com o restante da equipe. Vive em atrito com o colega Eric, mas por vezes demonstra gostar dele; a partir da oitava temporada ambos passam a manter um relacionamento amoroso. Nell tem uma irmã mais velha, Sydney (Ashley Spillers), Analista da Segurança Interna, autoritária e com quem tem frequentes conflitos. No primeiro episódio da décima segunda temporada, Nell é designada por Hetty para substituí-la na função de Gerente de Operações do OSP durante sua ausência. Embora convidada pelo Almirante Kilbride para assumir a função em definitivo, Nell optou por acompanhar Eric Beale em seu empreendimento no Japão, deixando em consequência o OSP no final da décima segunda temporada. Dublada no Brasil por Letícia Bortoleto.
- Diretor Assistente do NCIS Owen Granger

Interpretado por Miguel Ferrer. Diretor assistente designado pelo diretor do NCIS Leon Vance para acompanhar as operações da equipe em Los Angeles, era misterioso e cínico, parecendo muitas vezes agir por interesse próprio. No início Granger não era bem visto pela equipe, mas era tolerado por força de seu cargo; com o passar do tempo, passou a ser visto com mais confiança. Ele e Hetty conheciam-se há muitos anos e ora aparentavam ser aliados, ora adversários. Ao contrário de outros administradores do NCIS, Granger não tinha receio em atuar com a equipe em campo. Era excelente atirador e trabalhou muitos anos em operações secretas no exterior antes de ser promovido. Desde a terceira temporada foi creditado como personagem recorrente, passando ao elenco principal a partir da 5ª temporada. Com o agravamento do estado de saúde do ator, o personagem foi retirado da série. Sua última aparição foi no 15.º episódio da 8.ª temporada ("Payback"). No 15º episódio da 9ª temporada, é informado que Granger morrera após passar seus últimos dias de vida na companhia de sua filha, Jennifer Kim (Malese Jow). Dublado no Brasil por Vagner Santos. 
- Lauren Hunter como Gerente de Operações do NCIS

Interpretada por Claire Forlani. Substituiu Hetty no comando do OSP começo da 3ª temporada. Fala italiano, russo, romeno, polonês, francês e outra língua não identificada. Era uma ótima atiradora, e parecia saber muito sobre o obscuro passado de Callen. Foi morta numa explosão provocada pelo criminoso conhecido como "o Camaleão".
- Mike Renko como Agente Especial

Interpretado por Brian Avers. Era um agente de campo do NCIS OSP, normalmente trabalhando à paisana. No final da 3ª temporada foi baleado por um atirador e morreu em decorrência dos ferimentos sofridos.
- Trent Kort como Oficial da CIA

Interpretado por David Dayan Fisher. Trabalhou com G quando era da CIA. Normalmente aparece no NCIS em DC.
- Arkady Kolcheck como ex-agente da KGB e amigo de Callen

Interpretado por Vyto Ruginis. É um ex-agente da KGB e era o contato da DEA em uma operação contra a máfia russa. Mandou algumas mensagens a G, dizendo que ele corria risco de ser atacado, como aconteceu no episodio Legend parte 2 na série NCIS, onde Callen ficou em estado critico por conta dos ferimentos causados pelos tiros que recebeu. Durante a Guerra Fria, Kolcheck era o responsável por receber e alocar nos EUA os fugitivos da União Soviética encaminhados por Nikita Resnikov, o pai de Callen. Kolcheck atua frequentemente como informante e contato do OSP, e parece saber mais do que diz sobre o passado de Callen. Tem uma filha chamada Anna, que aparentemente não se dá bem com ele.
- Anastasia "Anna" Kolcheck como namorada de G. Callen

Interpretada por Bar Paly. Anna é a filha de Arkady Kolcheck, com quem não mantém um bom relacionamento. É agente operativa da ATF (Alcohol, Tobacco and Firearms) e participa eventualmente de operações do NCIS. Impetuosa e independente, Anna torna-se interesse amoroso de Callen. Na nona temporada, durante uma operação conjunta do NCIS e da ATF, Anna matou um traficante de armas russo desarmado. Em consequência, ela foi investigada e posteriormente julgada e condenada a sete anos de prisão; após fugir do presídio em que cumpria pena, Anna foi recrutada pela CIA para realizar ações fora do país. No final da décima terceira temporada, Anna foi pedida em casamento por Callen.
- Michelle Hanna (também conhecida como Quinn) como esposa de Sam Hanna

Interpretada por Aunjanue Ellis, era uma ex-agente da CIA. Após seu afastamento da Agência, casou-se com Sam e ambos tiveram uma filha, mas posteriormente retornou à ativa, atuando quase sempre como infiltrada. Sam mostra-se muito protetor e preocupado com as perigosas missões dela, a ponto de às vezes contrariar ordens expressas do NCIS para ajudá-la, porém ela sempre mostrou ser capaz de cuidar de si mesma. Foi morta no penúltimo episódio da 8ª temporada, após haver sido sequestrada por ordem de Tahir Khaled, um dos maiores inimigos de Sam.
- Julia Feldman como mãe de Kensi Blye

Interpretada por Laura Harring, é viúva do Fuzileiro Donald Blye e mãe de Kensi. Ela e sua filha permaneceram sem contato por longos anos, pois Kensi julgava erroneamente que a mãe havia abandonado o pai antes de este ser assassinado; na verdade o próprio Donald Blye havia pedido a Julia que deixasse a cidade com a filha, pois temia pela segurança delas. Após a elucidação da morte de Donald Blye, Kensi reconciliou-se com sua mãe.   
- Roberta Deeks como mãe de Deeks

Interpretada por Pamela Reed, é a mãe do detetive do LAPD Marty Deeks, sendo a única personagem da série a chamar Deeks pelo primeiro nome. 
- Marcel Janvier como "O Camaleão", serial killer e inimigo de Callen

Interpretado pelo ator franco-americano Christopher Lambert. Contrabandista, traficante e assassino profissional, Janvier é um gênio criminoso, responsável pelas mortes dos agentes Hunter e Renko, e foi o principal antagonista da equipe durante a terceira temporada da série. Seu "modus operandi" é adquirir armas e suprimentos e, em lugar de entregá-los para os compradores, desviá-los para seus próprios fins. Capturado pela equipe, cumpre pena de prisão perpétua, porém jurou escapar e matar Callen.
- Joelle Taylor como ex-namorada de G. Callen

Interpretada por Elizabeth Bogush. Era a professora da filha dos Hanna no Jardim da Infância, e a pedido deles participou de um encontro às cegas com Callen. Depois disso ambos passaram a namorar, mas sem que ela soubesse a verdadeira profissão dele; até que, num episódio da sexta temporada, ela é ocasionalmente envolvida no roubo de um pen drive contendo um perigoso programa malware, e então descobre que Callen é um agente federal. Em princípio ela se mostra indignada com a "farsa", mas depois diz a Callen que deseja realmente conhecê-lo. Na oitava temporada é revelado que Joelle era, na verdade, uma Agente da CIA designada para investigar Callen e o OSP.
- Agente do DEA Talia Del Campo

Interpretada pela atriz sueca Mercedes Masohn, é uma Agente operativa da DEA (Drug Enforcement Administration) e participa frequentemente de operações conjuntas com o OSP envolvendo tráfico de drogas. 
- Agente da CIA Vostanik Sabatino

Interpretado por Erik Palladino, é um agente da CIA atuando quase sempre sob disfarce em operações secretas. Ele é amigo de Michelle Hanna e participou da missão de Kensi Blye no Afeganistão. Aparentemente não se dá bem com a equipe da OSP.
- Tahir Khaled, Chefe Militar no Sudão

Interpretado por Anslem Richardson. Um criminoso de guerra e líder militar, entrou em conflito com os Agentes G. Callen e Sam Hanna quando estes participaram de uma força-tarefa no Sudão para coletar evidências sobre um genocídio; nessa ocasião Sam induziu a irmã de Khaled, Jada (Ella Thomas), a apaixonar-se por ele e a convenceu a voltar com ele para os EUA e denunciar o irmão por crimes de guerra. Desde então, Khaled buscou vingança contra Sam e passou a conspirar para matá-lo. Posteriormente Jada arrependeu-se e, embora incluída no Programa de Proteção à Testemunha, decidiu voltar ao Sudão mesmo sabendo que poderia ser morta pelo irmão, e juntou-se a um grupo de resistência. No final da oitava temporada, Khaled sequestrou e matou a esposa de Sam, Michele. Acabou morrendo numa explosão causada por ele próprio numa última tentativa de matar Sam.
- Diretora Assistente Shay Mosley

Interpretada por Nia Long, é uma ex-agente do Serviço Secreto e ex-Diretora Assistente Executiva do NCIS para Operações do Pacífico (EAD-PAC). Foi afastada do cargo após uma investigação que a responsabilizou por ordenar uma operação não oficial no México, que resultou na morte da Agente Hidoko.
- Agente Especial do NCIS Harley Hidoko

Interpretada por Andrea Bordeaux, era Assistente Executiva da Diretora Shay Mosley e participava eventualmente de ações de campo com a equipe. Hidoko era viúva, e foi Fuzileira antes de ser recrutada pelo NCIS. Foi creditada como personagem recorrente durante a 9ª temporada. Foi presumivelmente morta durante uma missão no México, no episódio de season finale. A morte da personagem foi confirmada no primeiro episódio da 10ª temporada. 
- Lance Hamilton como Agente do Departamento de Justiça (DoJ)

Interpretado pelo ator e lutador de pro wrestling Bill Goldberg. Hamilton é Agente investigativo do DoJ e atua frequentemente com a equipe do OSP nos casos de interesse de ambas as Agências. É amigo de Sam Hanna, a quem convidou para tornar-se Agente do DoJ caso decida deixar o NCIS.
- Louis Ochoa como Vice-Diretor do NCIS

Interpretado por Esai Morales. No início da décima temporada foi designado pelo NCIS como interventor no Escritório de Projetos Especiais (OSP) após a missão não autorizada no México, que resultou na morte da Agente Hidoko, e designou o Promotor Especial Rodgers para investigar a operação. Como sofria pressões para desativar o OSP, Ochoa designou seguidamente os agentes para realizar missões em conjunto com outras Agências para avaliar se o Escritório poderia continuar operando, acabando por decidir por sua continuidade. 
- Nikita Resnikov/Constantin Chernoff/Garrison como pai de G. Callen

Interpretado por Daniel J. Travanti. Foi Sargento do Exército soviético e casou-se com a americana Clara Callen, agente da CIA, com quem teve dois filhos: Amy e Grisha (G. Callen). Durante a Guerra Fria, ajudou vários dissidentes a fugir da União Soviética. Acusado de traição, foi enviado para uma prisão (Gulag) na Sibéria, de onde conseguiu fugir. Com o fim da URSS, adotou uma nova identidade (Garrison) e envolveu-se com uma ex-agente da KGB, com quem teve uma filha, Alexandra (India de Beaufort). Após revelar-se a Callen, Resnikov mudou-se para os EUA e tentou recomeçar sua vida junto aos filhos, porém foi detido pelo Governo e entregue ao Irã numa troca por dois jornalistas americanos. No 22º episódio da 10ª temporada, descobre-se que Resnikov estava prisioneiro em um bunker em Cuba, de onde é resgatado numa operação do NCIS e da CIA; no entanto, ele é ferido na operação e acaba por morrer pouco depois, sendo sepultado ao lado da filha Amy. Nesse mesmo episódio descobre-se que Resnikov tinha também um filho adotivo chamado Darius, nascido na família Comescu.
- Procurador Especial John Rodgers

Interpretado por Peter Jacobson. Rodgers foi designado especialmente pelo Vice-Diretor Ochoa para investigar a missão não autorizada no México que resultou na morte da Agente Hidoko. Após um acordo sigiloso com Mosley, no qual ela assumiu toda a responsabilidade pela ação em troca de proteção para ela e seu filho, Rodgers concluiu sua investigação, isentando os demais integrantes do OSP de culpa; porém permaneceu como supervisor da equipe durante a 10ª temporada, na ausência de Hetty, com a função de manter as ações do OSP dentro da legalidade.  
- Lara Macy como Agente Especial do NCIS e Chefe de Operações do OSP

Interpretada por Louise Lombard, foi a chefe de operações durante os episódios piloto de NCIS:Los Angeles, porém não permaneceu na função, sendo substituída por Hetty. No passado, foi a responsável do JAG pela investigação contra o Agente Gibbs de NCIS pela execução do traficante que havia matado sua família, porém em lugar de acusar Gibbs optou por protegê-lo. Acabou sendo morta em um episódio de NCIS.

## Recepção da crítica
NCIS: Los Angeles teve recepção mista por parte da crítica especializada. Em sua 1ª temporada, com base de 22 avaliações profissionais, alcançou uma pontuação de 59% no Metacritic. Por votos dos usuários do site, atinge uma nota de 8.1, usada para avaliar a recepção do público.